# 마쓰가에촌 (후쿠오카현)
마쓰가에촌(松ヶ江村)은 후쿠오카현 기쿠군에 존재했던 촌이다. 현재의 기타큐슈시 모지구에 해당한다.